# Tamgha
Tamgha és una paraula turca que vol dir signe, segell, i per extensió taxa comercial. De tamgha deriva tamghadji, "guardià del signe" que ja apareix esmentat a les inscripcions de l'Orkhon.
Al-Kashghari la defineix com la marca d'un rei o altra persona. Les tamghes apareixen a diverses monedes, especialment dels jalayírides, aq qoyunlu, Horda d'Or, i dels tàtars de Crimea; fins i tot apareix en alguna moneda georgiana. Com a taxa apareix amb els mongols i s'aplicava a les mercaderies i serveis (incloent la prostitució) a les poblacions urbanes, a partir del regnat d'Hulegu; l'import era variable però el pro-mig podria ser vers un 5% (però amb Ghazan va arribar al 10%). Com a nom de taxa va entrar a les llengües àrab, persa, rus i altres. En turc, persa i àrab és d'ús corrent per designar una marca.
La tamgha va figurar com a element central a la bandera del Consell Nacional Tàtar de Crimea (1917) i a la república de Crimea (1917-1918) sobre fons blau clar, i figura també a la bandera nacional dels tàtars de Crimea.